# Vitré (Deux-Sèvres)
Vitré is een voormalige gemeente in het Franse departement Deux-Sèvres in de regio Nouvelle-Aquitaine en telt 521 inwoners (2005). De plaats maakt deel uit van het arrondissement Niort.
Tot 1 januari 2013 was Vitré een zelfstandige gemeente. Op die datum werd het met Beaussais samengevoegd tot de nieuwe fusiegemeente Beaussais-Vitré.

## Geografie
De oppervlakte van Vitré bedraagt 9,9 km², de bevolkingsdichtheid is 52,6 inwoners per km².
De onderstaande kaart toont de ligging van Vitré (Deux-Sèvres) met de belangrijkste infrastructuur en aangrenzende gemeenten.

## Demografie
Onderstaande figuur toont het verloop van het inwonertal.